# Abel de Kerchove d'Exaerde
Abel Frederic de Kerchove d'Exaerde (Gent, 30 januari 1839 - 21 april 1914) was een Belgisch politicus voor de Katholieke Partij.

## Levensloop
Abel-Jules was een zoon van Emmanuel de Kerchove (1808-1873) en van Thérèse van der Bruggen. Hij was rentenier, trouwde in 1861 met Olga Surmont de Volsberghe (1839-1935), maar bleef kinderloos.
Hij werd gemeenteraadslid (vanaf 1874) en burgemeester (1879-1891) van Wetteren. Hij was tevens provincieraadslid (1874-1898) van Oost-Vlaanderen.
Hij werd verkozen tot volksvertegenwoordiger voor het arrondissement Dendermonde van 1898 tot 1904 en opnieuw in 1907-1908.
In 1886 kreeg hij vergunning om d'Exaerde aan zijn naam toe te voegen. In 1904 werd hij erkend in de erfelijke adel met de persoonlijke titel baron.